# 姜泓錫
姜泓錫（韓語：강홍석，1986年2月11日—），韓國男演員、音樂劇演員。名字為水深的“泓”，金屬的“錫”，是爺爺取的名字。名字常被譯作姜洪錫、姜宏碩或姜宏錫。

## 演藝經歷
姜泓錫出生於首爾江南區，祖籍是全羅道高敞郡 。從小就經常聽Michael Jackson、Celine Dion、金建模的歌，中學時迷上嘻哈音樂。R&B、非洲音樂、古巴音樂等等不分類型都愛聽。從小就夢想成為歌手，實際上也準備過，但多次受挫。在上學時參加《電影就是電影》的試鏡，幸運地被選中出演。雖然首先以電影出道，但之後的活動仍以音樂劇為主。在正式開始演出音樂劇之前，他曾擔任《放屁隊長嘭嘭》演出的燈光工作人員，全國巡演期間的收入大部分用來維持生活  。2011年在首爾藝術大學前輩兼音樂劇演員鄭元英的推薦下參加試鏡，通過DJ DOC的歌曲製作的《Street life》在音樂劇界出道。
2024年1月，與JAM Entertainment簽訂專屬合約。

## 個人生活
姜泓錫的妻子金藝恩是音樂劇演員、歌手金俊秀的堂姐，兩人相差1歲。金藝恩是專攻音樂的才女，同為音樂劇演員。兩人通過音樂劇演員鄭善雅的介紹而開始交往，於2016年9月26日結婚。2019年女兒出生，父女倆的生日在同一天。

## 演出作品

### 電視劇
| 年份 | 電視台 | 劇名                    | 角色     | 備註     |
| 2017 | tvN    | 芝加哥打字機            | 元大韓   |          |
| 2017 | KBS2   | Manhole：夢遊仙境的奉弼 | 楊九吉   |          |
| 2018 | tvN    | Mother                  |          |          |
| 2018 | JTBC   | 加油吧威基基            | 姜洪錫   | 特別出演 |
| 2018 | tvN    | 金秘書為何那樣          | 楊哲     |          |
| 2018 | tvN    | 頂級巨星柳白            | 刑警     | 特別出演 |
| 2019 | KBS2   | 監獄醫生                | 申賢相   |          |
| 2019 | tvN    | 德鲁納酒店              | 死神     |          |
| 2019 | tvN    | 很便宜，千里馬超市      | 吳仁培   |          |
| 2020 | SBS    | The King：永遠的君主    | 張彌勒   |          |
| 2020 | tvN    | 產後調理院              | 陰間使者 | 特別出演 |
| 2021 | KBS2   | 大發不動產              | 許志哲   |          |
| 2024 | tvN    | 魅惑之人                | 周尚和   |          |

### 電影
| 年份 | 片名             | 角色   |
| 2008 | 《電影就是電影》 | 隨從   |
| 2019 | 《霹靂嬌鋒》     | 郭容錫 |
| 2022 | 《Gentleman》    | 趙昌模 |

### 音樂劇
| 年份 | 劇名                   | 角色          |
| 2011 | 《秘密生活（Run 2U）》 | 政勳          |
| 2012 | 《全國歌唱大賽》       | 麥克·李       |
| 2012 | 《瘋狂吸血鬼派對》     |               |
| 2013 | 《歌舞青春》           | 查德·丹福斯   |
| 2014 | 《秘密生活（Run 2U）》 | 政勳          |
| 2014 | 《长靴妖姬》           | 羅拉          |
| 2015 | 《月光妖精與少女》     | 月光妖精      |
| 2015 | 《死亡筆記》           | 琉克          |
| 2016 | 《德古拉》             | 範·赫爾辛     |
| 2016 | 《长靴妖姬》           | 羅拉          |
| 2017 | 《死亡筆記》           | 琉克          |
| 2017 | 《拿破崙》             | 塔萊朗        |
| 2017 | 《沙漏》               | 李鐘道        |
| 2018 | 《伊麗莎白》           | 路易吉·盧肯尼 |
| 2019 | 《亞瑟王》             | 梅萊亞康      |
| 2019 | 《天使之城》           | 斯坦          |
| 2020 | 《长靴妖姬》           | 羅拉          |
| 2021 | 《冥界》               | 赫耳墨斯      |
| 2022 | 《死亡筆記》           | 琉克          |
| 2022 | 《长靴妖姬》           | 羅拉          |

### 舞台劇
| 年份 | 劇名                   | 角色   |
| 2013 | 《光海，成為王的男人》 | 都副將 |

## 奖项荣誉
| 年份 | 颁奖礼               | 奖项       | 作品         | 结果 | 备注  |
| ---- | -------------------- | ---------- | ------------ | ---- | ----- |
| 2015 | 第9届The Musical大奖 | 最佳男主角 | 《长靴妖姬》 | 獲獎 |       |
| 2023 | 第7届韩国音乐剧大奖  | 最佳男配角 | 《死亡日记》 | 獲獎 | [ 5 ] |

## 外部連結
- 姜泓錫的Instagram帳戶
- 姜泓錫的Facebook專頁
- 姜泓錫在NAVER上的资料
- 姜泓錫在Daum上的资料
- 姜泓錫在HanCinema的頁面（英文）
- 姜泓錫在互联网电影资料库（IMDb）上的資料（英文）